# صالح أبادو (قهاب رستاق)
صالح أبادو (بالفارسية: صالح‌آباد) هي مستوطنة تقع في إيران في قسم قهاب رستاق الريفي. يقدر عدد سكانها بـ 104 نسمة بحسب إحصاء 2016.